# Five Easy Pieces – Ein Mann sucht sich selbst
Five Easy Pieces – Ein Mann sucht sich selbst (Originaltitel: Five Easy Pieces) ist ein US-amerikanischer Spielfilm aus dem Jahr 1970.

## Handlung
Robert „Bobby“ Dupea arbeitet auf einem Ölfeld in Kalifornien. Er ist unzufrieden mit seinem Leben, seiner Partnerschaft zu der eher simplen Rayette Dipesto. Abends gehen er und sein Arbeitskumpel Elton dem Trinken, dem Bowlen und der Suche nach Frauen nach. Doch in Robert schlummern Talente, die er hinter sich gelassen hatte, als er seine Familie verließ: Robert war ein begabter Pianist einer Musikerfamilie. 
Als Rayette schwanger und Elton wegen eines Tankstellenüberfalls verhaftet wird, kündigt Robert seine Arbeit. Er besucht seine Schwester Tita, ebenfalls eine begabte Pianistin, in einem Aufnahmestudio. Dort erfährt er, dass sein Vater Nicholas nach einem zweiten Schlaganfall schwer krank ist. Gemeinsam mit Rayette macht er sich auf den Weg nach Hause. Bevor sie ihr Ziel erreichen, lässt er jedoch Rayette in einem Motel zurück. Es erscheint ihm unmöglich, Rayette in seine intellektuelle Familie einzuführen.
Auf dem Familiensitz erwarten ihn neben seinem Vater Nicholas, der nicht mehr sprechen kann, seine Schwester Tita, Bruder Carl, der ehemals erfolgreiche Violinist, der jedoch nach einem Unfall nicht mehr auftreten kann, und dessen neue Freundin Catherine, die auf Robert eine erotisierende Wirkung hat. Zwei Wochen bleibt er allein bei der Familie und beginnt eine Affäre mit Catherine, bis Rayette zur Familie stößt, da ihr das Geld ausgegangen ist und sie des Wartens auf Robert überdrüssig geworden ist.
Robert ist die Begegnung von Rayette mit seiner Familie tatsächlich peinlich. Die Familie verhält sich gegenüber Rayette freundlich, doch die intellektuelle Kluft ist erkennbar. Als die Familienfreundin und Schriftstellerin Samia Glavia abschätzige Bemerkungen gegen Rayette macht, bekommt Robert einen Ausraster. Er macht noch einen letzten Versuch, aus der Affäre mit Catherine eine Beziehung herzustellen, doch Catherine weist ihn zurück: wenn er nichts und niemanden liebe, könne er auch nicht selbst Liebe erwarten. 
Frustriert verlässt Robert gemeinsam mit Rayette die Familie, doch wohin soll sein Weg ihn führen? Bei einer Rast an einer Tankstelle fragt er einen Trucker, ob der ihn mitnehmen könne. Robert lässt Rayette samt Geld und Auto zurück an der Tankstelle.

## Musik
Der Film kommt ohne eine speziell für den Film komponierte Musik aus. Es wurden fünf Originalsongs der Countrysängerin Tammy Wynette verwendet, darunter ihre Hits Stand by Your Man gleich zu Beginn des Films und D-I-V-O-R-C-E. Darüber hinaus ist Musik von Frédéric Chopin, Johann Sebastian Bach und Wolfgang Amadeus Mozart zu hören.

## Kritiken
„Porträt eines ehemaligen Pianisten, der seine Künstlerkarriere vorzeitig aufgegeben hat und ruhelos durch die Welt zieht. Einigermaßen originelle Außenseiter-Darstellung – mit zeitkritischen Ansätzen, aber ohne Vertiefung des Themas.“

„Regisseur Bob Rafelson drehte diese packende Charakterstudie, die von vielen Kritikern bis zum heutigen Tag als sein bester Film angesehen wird.“

„Five Easy Pieces hat die Komplexität, die Nuancen und die Tiefe der besten Erzählungen. Er bringt uns diese Personen, diese Zeit und diese Orte so nahe, dass wir uns um sie kümmern, obwohl sie nicht unsere Zuneigung oder unseren Applaus verlangen. Wir erinnern uns an Bobby und Rayette, weil sie so sie selbst sind, so bedürftig und so stark in ihrer Einsamkeit.“

## Auszeichnungen
Karen Black erhielt für ihre Darstellung der Rayette Dipesto einen Golden Globe Award sowie einen New York Film Critics Circle Award als Beste Nebendarstellerin. Sie war außerdem für einen Oscar nominiert. Jack Nicholson erhielt jeweils eine Golden Globe und Oscar-Nominierung für die Beste Hauptrolle. Weitere Golden Globes und Oscarnominierungen erhielt der Film in den Kategorien Bester Film und Bestes Drehbuch. Einen New York Film Critics Circle Award gab es 1970 sowohl in der Kategorie Bester Film als auch für die Beste Regie.
Im Jahr 2000 wurde der Film in das National Film Registry aufgenommen.